# Kazimierz Mleczko-Korczak
Kazimierz Mleczko-Korczak lub Kazimierz Korczak-Mleczko (ur. 25 sierpnia 1900 w Dąbiu, zm. 1967 w Józefowie) – polski artysta malarz, marynista. 

## Życiorys

herb Korczak

Urodził się 25 sierpnia 1900 w Dąbiu, w powiecie włocławskim, w rodzinie Ignacego Antoniego i Jadwigi Marii Leopoldy z Komarnickich.
Zaciągnął się do Legionów Polskich w 1915, ale ze względu na młody wiek został skierowany do kompanii pomocniczej 1 Pułku Ułanów. 
Po przejściu do rezerwy kontynuował edukację, a następnie studiował sztukę malarską na prywatnych kompletach. Należał do Polskiego Towarzystwa Artystycznego, do Towarzystwa Artystów Polskich „Sztuka” oraz do Bloku Zawodowego Artystów Plastyków. Był członkiem działającej przy Polskiej Lidze Morskiej i Kolonialnej Sekcji Marynistów. 
Podczas II wojny światowej walczył w szeregach Armii Krajowej. Od 1945 należał do Związku Polskich Artystów Plastyków. Część dorobku artystycznego Kazimierza Mleczko-Korczaka znajduje się w kolekcjach Muzeum Narodowego w Warszawie, a także w zbiorach prywatnych. Artysta w przeważającej części tworzył obrazy o tematyce morskiej, ale nie brakowało też krajobrazów miejskich i wizerunków architektury.

## Odznaczenia
- Medal Niepodległości – 29 grudnia 1933 „za pracę w dziele odzyskania niepodległości”[3]